# 弗拉基米尔·巴托尔

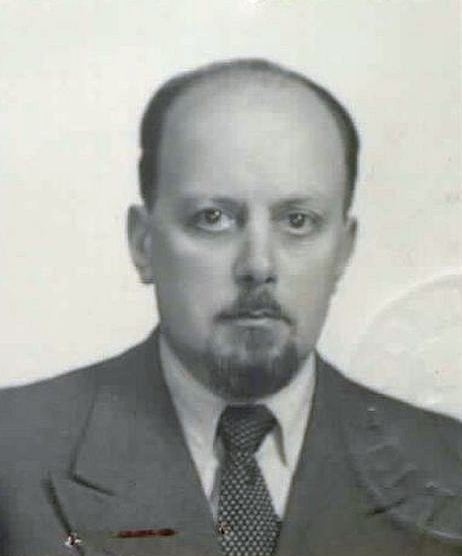

弗拉基米尔·巴托尔（Vladimir Bartol，1903年1月24日—1967年9月12日）是意大利籍斯洛文尼亚的一名作者。他最出名的作品便是於1938年出版的小說《鹰之巢》，該作是全球知名度最高的斯洛文尼亞語作品，被翻譯成多國語言並出版。

## 生平
巴托尔于1903年2月24日出生在奥匈帝国的里雅斯特市郊圣乔瓦尼区的一个斯洛文尼亚裔中产阶级家庭。他的父亲格雷戈·巴托尔在邮政局当班，而母亲玛莉卡·奈丽赛·巴托尔是一位教师，更是一名知名的编辑及女权主义作家。他在家中七个孩子里排行第三，所以父母为他提供的教育涉猎极广。他的母亲教会了他绘画，而他的父亲则是向他分享自己最钟爱的生物学。很快，他便对哲学、心理学、生物学，以及美术、歌剧及文学方面产生了兴趣。这些均于他的短篇自传体小说中提起。
弗拉基米尔·巴托尔是在的里雅斯特上的小学与中学，随后便赴卢布尔雅那求学。他在卢布尔雅那大学主修的便是生物学和哲学。在那里，他遇到了年轻的斯洛文尼亚裔哲学家克莱蒙特·朱格，也是他向巴托尔介绍了弗里德里希·尼采的作品。除此之外，他也对西格蒙德·弗洛伊德的作品产生了极大的兴趣。
他在1925年毕业后，便前往巴黎的索邦大学（即巴黎大学，如今索邦大学分裂的两家院校即将合并，并于2019继续吸纳两家，合称索邦大学）深造，并获得了学士学位。
他于1928年在彼得罗瓦拉丁（今塞尔维亚伏伊伏丁那自治区）参军。
1933年至34年间，他在南斯拉夫都城贝尔格莱德度过，期间负责斯洛文尼亚语版贝尔格莱德周报的编辑。在此之后，便回到卢布尔雅那，1941年前都在做自由写手。
在二战期间，他则是加入了斯洛文尼亚人游击队，并积极投身于反抗工作。在战后，他于1946年回到家乡的的里雅斯特，并在那里度过了接下来的十年。在那之后，他被斯洛文尼亚科学与艺术学院邀请为准成员，他便迁去卢布尔雅那，在去世前，一直在为学院出力。
他在1967年9月12日去世，被葬在了卢布尔雅那的中央墓地。

## 作品
- 1932年上演 歌剧 《洛佩兹》（Lopez）
- 1935年出版 短篇故事集 《高壁书》（Al Araf）
- 1938年出版 小说 《鹰之巢》（Alamut）被译作18种语言
- 1957年出版 短篇故事集 《的里雅斯特笑话》（Tržaške humoreske）
- 1984年出版 小说 《村中童话》（Čudež na vasi）
- 1985年出版 中篇小说 《洛伦佐先生》（Don Lorenzo）
- 2001年出版 自传 《在圣乔瓦尼的童年》（Mladost pri Svetem Ivanu）